# Katerînivka, Pokrovske
Katerînivka (în ucraineană Катеринівка) este localitatea de reședință a comunei Katerînivka din raionul Pokrovske, regiunea Dnipropetrovsk, Ucraina.

## Demografie
Componența lingvistică a localității Katerînivka
     Ucraineană (96,43%)
     Rusă (2,96%)
     Alte limbi (0,08%)
Conform recensământului din 2001, majoritatea populației localității Katerînivka era vorbitoare de ucraineană (96,43%), existând în minoritate și vorbitori de rusă (2,96%).